# Пуркаевское сельское поселение
Пуркаевское се́льское поселе́ние — муниципальное образование в Дубёнском районе Мордовии Российской Федерации.
Административный центр — село Пуркаево.

## История
Статус и границы сельского поселения установлены Законом Республики Мордовия от 28 декабря 2004 года № 118-З «Об установлении границ муниципальных образований Дубёнского муниципального района, Дубёнского муниципального района и наделении их статусом сельского поселения и муниципального района».

## Население
| 2002 | 2010 | 2012 | 2013 | 2014 | 2015 | 2016 |
| ---- | ---- | ---- | ---- | ---- | ---- | ---- |
| 1000 | ↘764 | ↘732 | ↘715 | ↘685 | ↘648 | ↘625 |
| 2017 | 2018 | 2019 | 2020 | 2021 |      |      |
| ↘610 | ↘600 | ↘574 | ↘569 | ↗657 |      |      |

## Состав сельского поселения
| № | Населённый пункт | Тип населённого пункта       | Население |
| - | ---------------- | ---------------------------- | --------- |
| 1 | Пуркаево         | село, административный центр | ↘569      |